# Моллан
Молла́н (фр. Mollans) — коммуна во Франции, находится в регионе Франш-Конте. Департамент — Верхняя Сона. Входит в состав кантона Люр-Сюд. Округ коммуны — Люр.
Код INSEE коммуны — 70351.

## География
Коммуна расположена приблизительно в 330 км к юго-востоку от Парижа, в 55 км северо-восточнее Безансона, в 17 км к востоку от Везуля.
По территории коммуны протекают небольшие реки Лозен (фр. Lauzin) и Прери (фр. Prairie).

## Население
Население коммуны на 2010 год составляло 244 человека.
| 1962 | 1968 | 1975 | 1982 | 1990 | 1999 | 2010 |
| ---- | ---- | ---- | ---- | ---- | ---- | ---- |
| 260  | 236  | 240  | 216  | 233  | 226  | 244  |

## Экономика
В 2010 году среди 166 человек трудоспособного возраста (15—64 лет) 129 были экономически активными, 37 — неактивными (показатель активности — 77,7 %, в 1999 году было 69,0 %). Из 129 активных жителей работали 118 человек (67 мужчин и 51 женщина), безработных было 11 (3 мужчины и 8 женщин). Среди 37 неактивных 15 человек были учениками или студентами, 15 — пенсионерами, 7 были неактивными по другим причинам.

## Достопримечательности
- Гранд-фонтан («Большой фонтан»; 1822 год). Исторический памятник с 2008 года[3]
- Общественная прачечная в центре деревни (1849 год). Исторический памятник с 2008 года[4]
- Общественная прачечная Бюрьо (1822 год). Исторический памятник с 2008 года[5]

## Фотогалерея
- Колокольня церкви
- Гранд-фонтан
- Общественная прачечная в центре деревни
- Общественная прачечная в центре деревни